# Két tyúkom tavalyi
A Két tyúkom tavalyi kezdetű magyar népdalt Kodály Zoltán gyűjtötte a Nyitra vármegyei Zsérén 1911-ben.
Feldolgozások:
| Szerző        | Mire      | Mű           | Előadás |
| ------------- | --------- | ------------ | ------- |
| Kodály Zoltán | vegyeskar | Mátrai képek | [ 3 ]   |

## Kotta és dallam
Két tyúkom tavalyi, három harmadévi,

Hajtsd haza, Juliskám, zabot adok néki.

Ha tudtátok, hogy az enyém, mér' adtatok enni?

– Azért adtunk komámasszony, nem hagytuk elveszni!

## Felvételek
- Két tyúkom tavalyi. Vocalis  YouTube (2010. február 2.)  (Hozzáférés: 2016. május 6.) (audió) ének
- Ej, magos hegyről gyün le a víz. Bárdosi Ildikó  YouTube (2014. augusztus 31.)  (Hozzáférés: 2016. május 6.) (videó) 2:47–3:28. ének, hegedű, duda